# Michel Wagner
Michel Wagner (* 20. Dezember 1893 in Muschenried/Oberpfalz; † 3. Dezember 1965 in München) war ein deutscher Maler und Bildhauer. Er war Mitglied der Juryfreien Kunstausstellung sowie der Neuen Gruppe und wird der Verschollenen Generation zugerechnet.

## Leben
Wagner war der Sohn des Bauernpaares Georg und Barbara Wagner. Das ländliche und bäuerliche Umfeld sollte später oft die Motive für sein künstlerisches Schaffen bilden. Mit 15 Jahren verließ er den elterlichen Hof, um in München eine Bäckerlehre zu beginnen. Er fertigte erste Zeichnungen an und schickte eine Auswahl an Franz von Defregger. Die Antwort fiel überraschend ermutigend aus. 1910 machte sich Wagner zu Fuß auf den Weg von München nach Hamburg. Dort heuerte er auf einem Frachter an. Als der Erste Weltkrieg ausbrach, verpflichtete er sich zur Kriegsmarine.
1921 entschied er sich für ein Leben von und mit der Kunst. Sein autodidaktisches Können professionalisierte er als Schüler von Lovis Corinth und Stanislaus Stückgold. Bereits 1923 beteiligte er sich an der jährlichen Kunstausstellung im Münchner Glaspalast. 1923/1924 unternahm er eine Studienreise nach Brasilien, worüber die Kölnische Volkszeitung berichtete. Nach seiner Rückkehr heiratete er die Malerin Else Säulen und erwarb in Hohenschäftlarn bei München ein Haus.
Vor allem die Zeit von 1930 bis 1933 war geprägt von reger Ausstellungstätigkeit, die nach der Machtübernahme der Nationalsozialisten mit Ausnahme einer Ausstellung des Münchner Kunstvereins im Jahr 1939 abrupt endete. Nach dem Zusammenbruch der Nazi-Herrschaft war er bei der ersten Ausstellung zur modernen Malerei in Bayern „Maler der Gegenwart“ im Schaezlerpalais in Augsburg mit dabei. Bis 1949 war er einer der wenigen Künstler, dessen Werke in allen westlichen Besatzungszonen gezeigt wurden. 1954, 1955 und 1957 war er an Gruppenausstellungen in Kairo, Rutherford und Rom beteiligt. 1952 zog er mit seiner Frau nach München. Michel Wagner verstarb ein Jahr nach seiner Frau. Sein Haus in Hohenschäftlarn vermachte er der Deutschen Künstlerhilfe.
Posthum war Wagner mit dem Bild Seiltänzer bei der Sonderausstellung „Drei Jahrzehnte Neue Gruppe“ im Rahmen der Großen Kunstausstellung München mit dabei.

## Ausstellungen (Auswahl)
- 1923, 1931, 1932 Beteiligung an den Kunstausstellungen im Glaspalast, München
- 1930 Gemeinschaftsausstellung in der Kunsthalle Bremen
- 1932 Berliner Secession, Berlin
- 1932, 1933 Gemeinschaftsausstellungen der Künstlergruppe „Die Juryfreien“, München
- 1945 Beteiligung an der Ausstellung „Maler der Gegenwart“, Schaezlerpalais, Augsburg
- 1947, 1948 Gemeinschaftsausstellungen der Neuen Gruppe in der Städtischen Galerie, München
- 1949 Beteiligung an der 2. Deutsche Kunstausstellung, Dresden
- 1949 bis 1966 jährliche Beteiligung an der Münchner Kunstausstellung, München
- 1954/1955 Beteiligung an der Ausstellung „Deutsche Kunst“, Alexandria und Kairo
- 1956 Beteiligung an der Jahresausstellung der Deutschen Akademie der Künste, Berlin
- 1977 Posthume Beteiligung an der Sonderausstellung „Drei Jahrzehnte Neue Gruppe“ im Haus der Kunst, München

## Werke in öffentlichen Sammlungen
- Bayerische Staatssammlung
- Städtische Galerie im Lenbachhaus
- Sammlung des Kunsthistorischen Seminars, Universität Marburg
- Galerie Neue Meister in Dresden
- Museum Richmond / Virginia